# 艾蜜莉卡藝術及設計大學
艾蜜莉卡藝術及設計大學（英語：Emily Carr University of Art + Design，簡稱ECUAD），是一所位於加拿大英屬哥倫比亞省溫哥華以藝術、設計等科系為主的公立大學。艾蜜莉卡藝術及設計大學於1925年創校，現在總共有三個主要校區，其校總區位於溫哥華市的固蘭湖島。

## 簡介

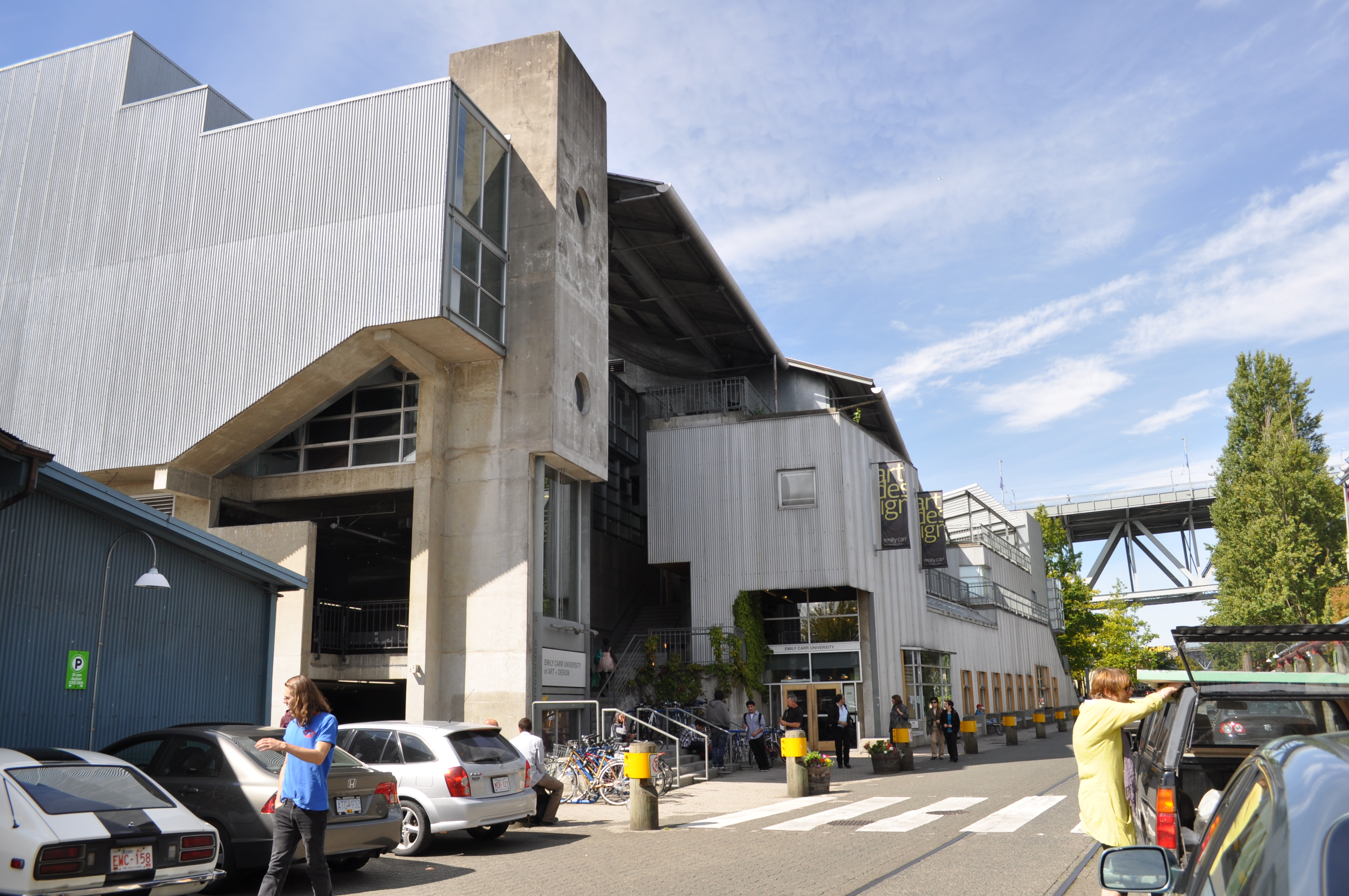
艾蜜莉卡藝術及設計大學主圖書館

### 歷史
艾蜜莉卡藝術及設計大學前身為1925年設立的溫哥華服飾和應用藝術學校。隨後，此校曾改名為艾蜜莉卡藝術及設計學院，直至2008年當此校升格為大學後，改名為當今的艾蜜莉卡藝術及設計大學。艾蜜莉卡藝術及設計大學的校名來自於艾蜜莉·卡，加拿大一位現代藝術家。

### 教學單位
艾蜜莉卡藝術及設計大學有4所學院。
- 文化與社群學院（Faculty of Culture and Community （页面存档备份，存于））
- 設計與動態媒體學院（Faculty of Design and Dynamic Media （页面存档备份，存于））
- 視覺藝術與物質實踐學院（Faculty of Visual Art and Material Practice （页面存档备份，存于））
- 研究生學院（Faculty of Graduate Studies （页面存档备份，存于））

## 参見
- 加拿大大學列表